# Rivière Mitis
La rivière Mitis (Micmac : Mitisipu) ou simplement la Mitis est une rivière située dans l'est du Québec dans la municipalité régionale de comté de La Mitis au Bas-Saint-Laurent. Elle est un affluent du littoral sud du fleuve Saint-Laurent où elle se déverse à la hauteur de Grand-Métis.
La rivière Mitis coule dans les municipalités de : Lac-à-la-Croix , Sainte-Jeanne-d'Arc, Sainte-Angèle-de-Mérici, Saint-Octave-de-Métis, Grand-Métis, Saint-Joseph-de-Lepage, Price, Saint-Jean-Baptiste et Sainte-Flavie.

## Géographie

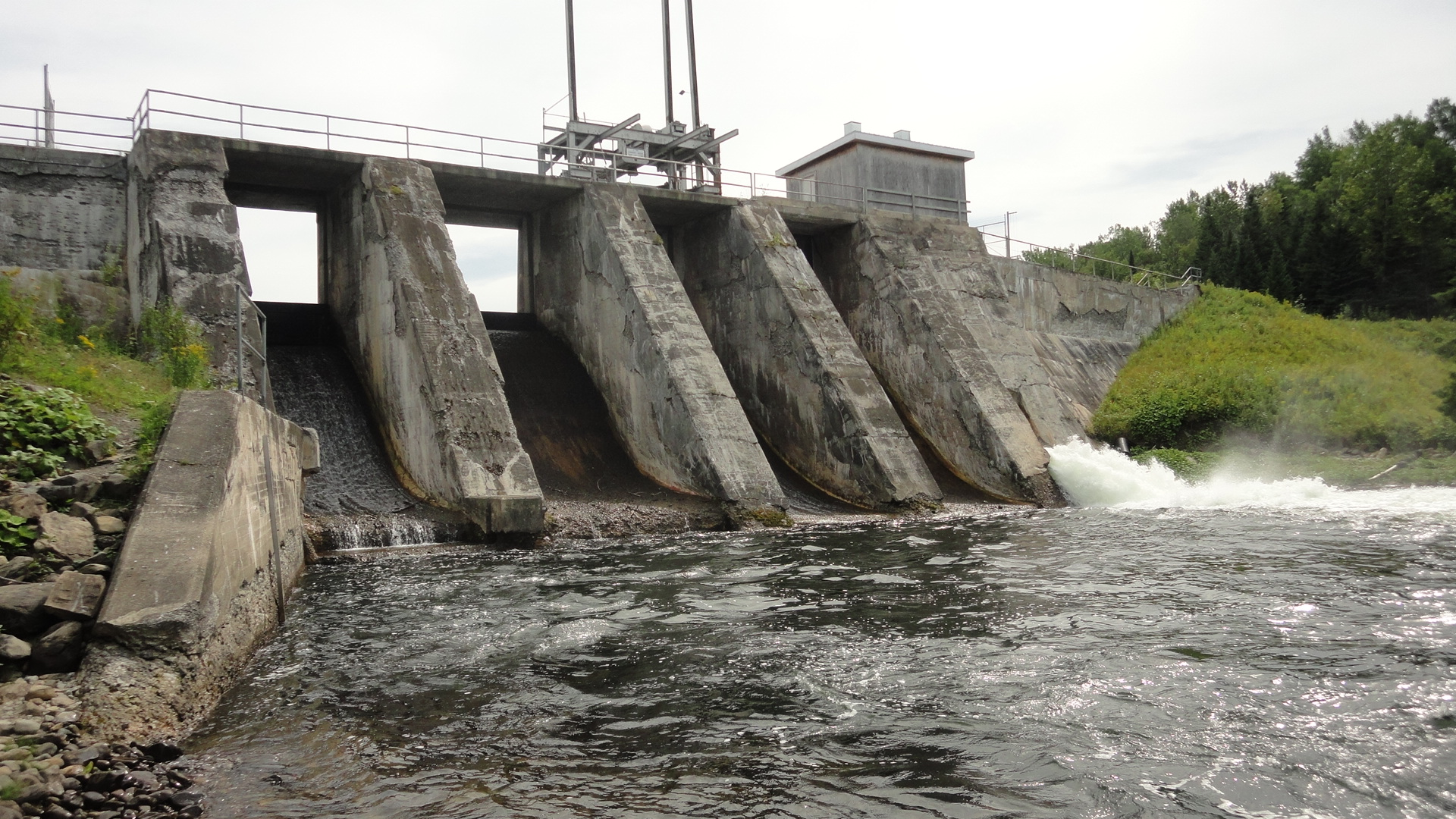
Le barrage Mitis.

Le lac Mitis reçoit les eaux de la rivière Mitis qui nait dans les monts Notre-Dame sur le territoire de Lac-à-la-Croix. Le lac Mitis d'une longueur de 25 km est créé artificiellement par le biais du barrage Mitis qui permet également de contrôler le débit de la rivière. Le lac est en fait formé d'une série de trois lacs contigus soient le lac Inférieur, le lac à la Croix et le lac Supérieur. Des ruisseaux des À partir du barrage, la rivière coule vers le nord sur 51 km jusqu'à l'estuaire du Saint-Laurent à son embouchure situé à Grand-Métis.
Sur son parcours, la rivière peut compter sur deux principaux affluents soient la  rivière Neigette et la rivière Mistigougèche et sur quelques cours d'eau secondaires tels que la rivière Saint-Pierre, la rivière Rouge, la rivière à Paquet, le ruisseau Thibeault, le ruisseau Grassy, la rivière Mercier et le ruisseau du Moulin Dufour.
Des chutes d'une hauteur de 30 m étaient situées près de la municipalité de Price. Ces chutes ont cependant été transformées pour la production d'hydroélectricité en 1922,. La rivière compte désormais deux centrales, soient la Mitis-1 et  la Mitis-2.
La partie supérieure de la rivière Mitis coule dans une étroite vallée bordée de montagnes, jusqu'à Sainte-Angèle-de-Mérici. De là, la rivière traverse des milieux agricoles et forestiers. Juste avant sa confluence, à la limite de Sainte-Flavie et de Grand-Métis, près de Mont-Joli, la rivière Mitis serpente dans la municipalité de Price, puis traverse les barrages Mitis-Un et Mitis-Deux. La rivière se déverse sur la rive sud du golfe du Saint-Laurent dans la baie Mitis, protégée par une avancée de terre, désignée la "pointe aux Cennelles", à Sainte-Flavie.

## Toponymie
Ce cours d'eau constituait une voie de transport pour atteindre le fleuve Saint-Laurent pour les membres de la communauté Micmacs de Restigouche. Ils l'appellent traditionnellement Mitisipu qui signifie rivière aux peupliers. Le titre de concession de la seigneurie de Mitis, daté du 6 mai 1675, atteste que ce toponyme est reconnu officiellement depuis le XVIIe siècle. L'origine de ce toponyme est aussi relié à celui de Grand-Métis et de Métis-sur-Mer,.
Le toponyme « rivière Mitis » a été officialisé le 5 décembre 1968 à la Commission de toponymie du Québec. L'appellation rivière Métis a également été utilisée.

## Histoire

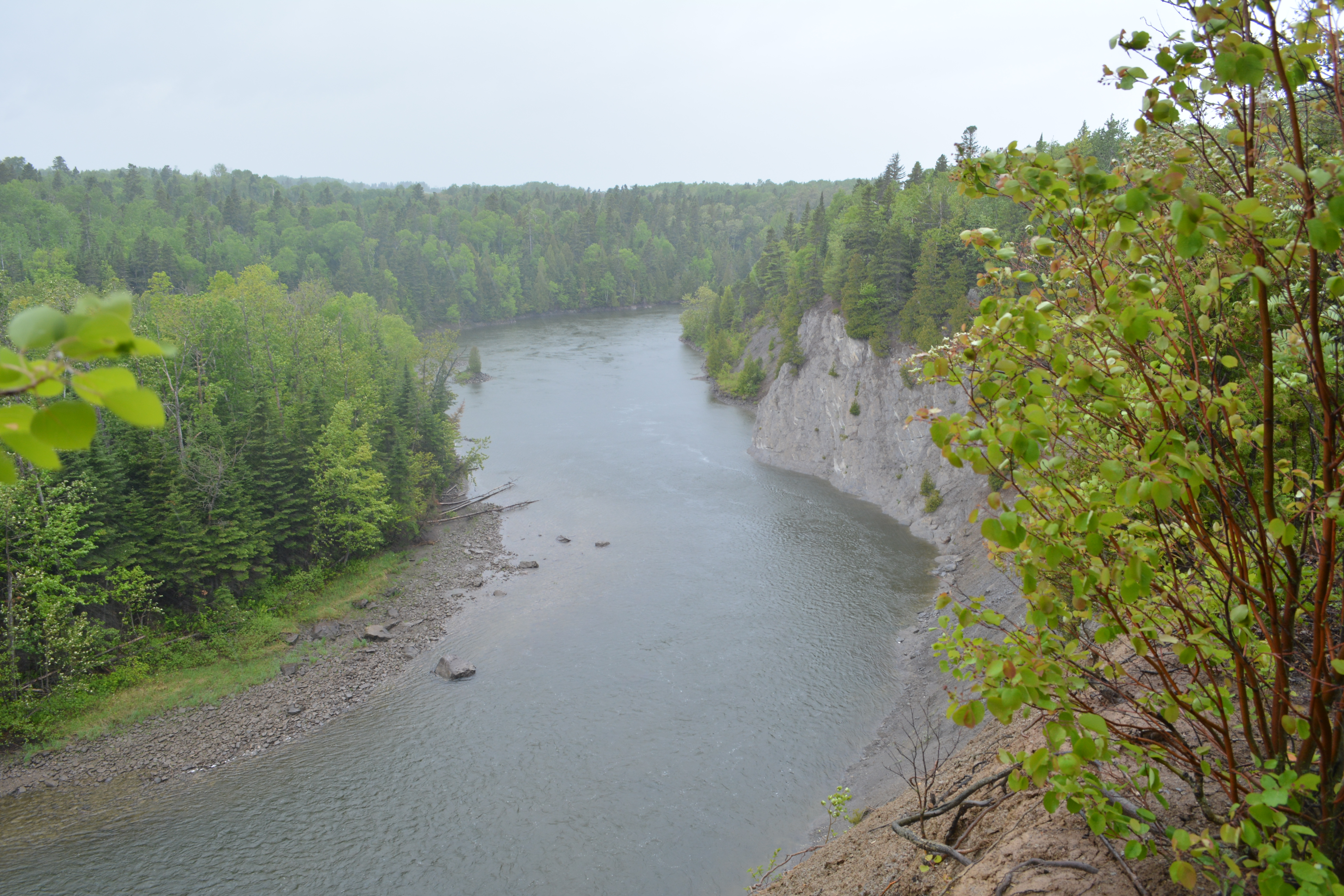
Rivière Mitis près de Price

La présence amérindienne sur les rives de la rivière remonte à plusieurs millénaires. Ceux-ci naviguaient en canot sur la rivière Mitis pour se rendre jusqu'au fleuve Saint-Laurent. Ils venaient bien souvent du lac Matapédia par l'entremise de la rivière Matapédia et du lac Mitis. Ils utilisaient également le territoire pour la cueillette, la chasse, la pêche et les rassemblements entre plusieurs bandes amérindiennes. Des vestiges de cette époque ont été trouvés à l'anse des Morts, à Sainte-Angèle-de-Mérici, à Price et à l'embouchure de la rivière,.
Les seigneuries du Bas-Saint-Laurent ont été plus difficiles à développer au temps de la Nouvelle-France dû à la distance les séparant de la ville de Québec. C'est en 1807 que le marchand écossais John Macnider acquiert la Seigneurie de Mitis et commence l'exploitation des ressources du territoire. Du fait de la forêt dense, c'est l’industrie du bois qui contribua à peupler la région,. La proximité de la mer et de la forêt a permis d'attirer de nombreux investisseurs sur le territoire. En 1820, Michel-Hyppolyte Larrivée construit un moulin à scie à l'emplacement actuel de la centrale Mitis-2 et achemine les billots de bois par la rivière jusqu'à la baie à son embouchure pour le transport maritime sur le fleuve,. Il s'agit du premier moulin à scie sur les rives de la rivière. Le moulin est acheté par William Price en mai 1830,.
Macnider construit une maison à l'embouchure de la rivière et une cale sèche afin de permettre la venue de gros navires. À partir de 1822, le quai de Métis sert de centre de cabotage pour les goélettes faisant la navette vers Québec et la Côte-Nord. Il s'allie avec William Price, un autre homme d'affaires de la région, afin de faire de Grand-Métis un port maritime important et d'exploiter le potentiel forestier de la région.
George Stephen, un des fondateurs de la Canadien Pacifique, est l'un des pionniers de la pêche aux saumons sur la rivière Matapédia où il construit un camp à Causapscal. En 1886, il achète la Seigneurie du Fief Pachot incluant la rivière Mitis et un moulin à farine d'Ulric Tessier ainsi que la rive ouest de la rivière et la pointe aux Senelles. En 1887, il construit son camp de pêche, la villa Estevan. En 1888, il achète également le terrain entre la route de la pointe et son terrain de la Price Brothers and Company. Bien que la pêche sportive sur la rivière Mitis se pratiquait depuis 1850, George Stephen a contribué à sa popularité grâce à sa villa Estevan et ses invités,. À cette époque, la pêche aux saumons était limitée sur une longueur de 4 km puisque les saumons ne pouvaient pas franchir la chute d'une hauteur de 35 m à proximité de Price. En 1918, Elsie Reford, nièce de George Stephen, hérite de la villa Estevan et des droits de pêche sur la rivière Mitis. À partir de 1926, elle transforme le terrain en un énorme jardin qui est devenu les Jardins de Métis,.
En 1922, Elsie Redford vend ses droits d'exploitation des chutes du Grand Sault à Jules Brillant, un entrepreneur local, qui y construit un barrage et une centrale hydroélectrique,. Jules Brillant fonde la Compagnie de Pouvoir du Bas-Saint-Laurent,. La turbine d'une puissance de 2,75 MW permit l'électrification de la région et par le fait même son développement. Le contrat de vente stipule que les installations ne doivent pas nuire à l'habitat du saumon en fournissant un débit minimum et une garantie qu'aucun débris ou pollution ne soit rejeté dans la rivière,. En 1947, un second barrage est construit quelques kilomètres en aval. Ce barrage met fin à la pêche aux saumons puisque leur territoire est réduit à 1 km. Dans le cadre de la nationalisation de l'électricité, Hydro-Québec se porte acquéreur des deux centrales. Dès 1963, Hydro-Québec met des mesures en place afin de réinstaurer le saumon sur la rivière Mitis en capturant le saumon et le transportant en amont des chutes où ils sont remis à l'eau à l'embouchure de la rivière Neigette,,.

## Activités

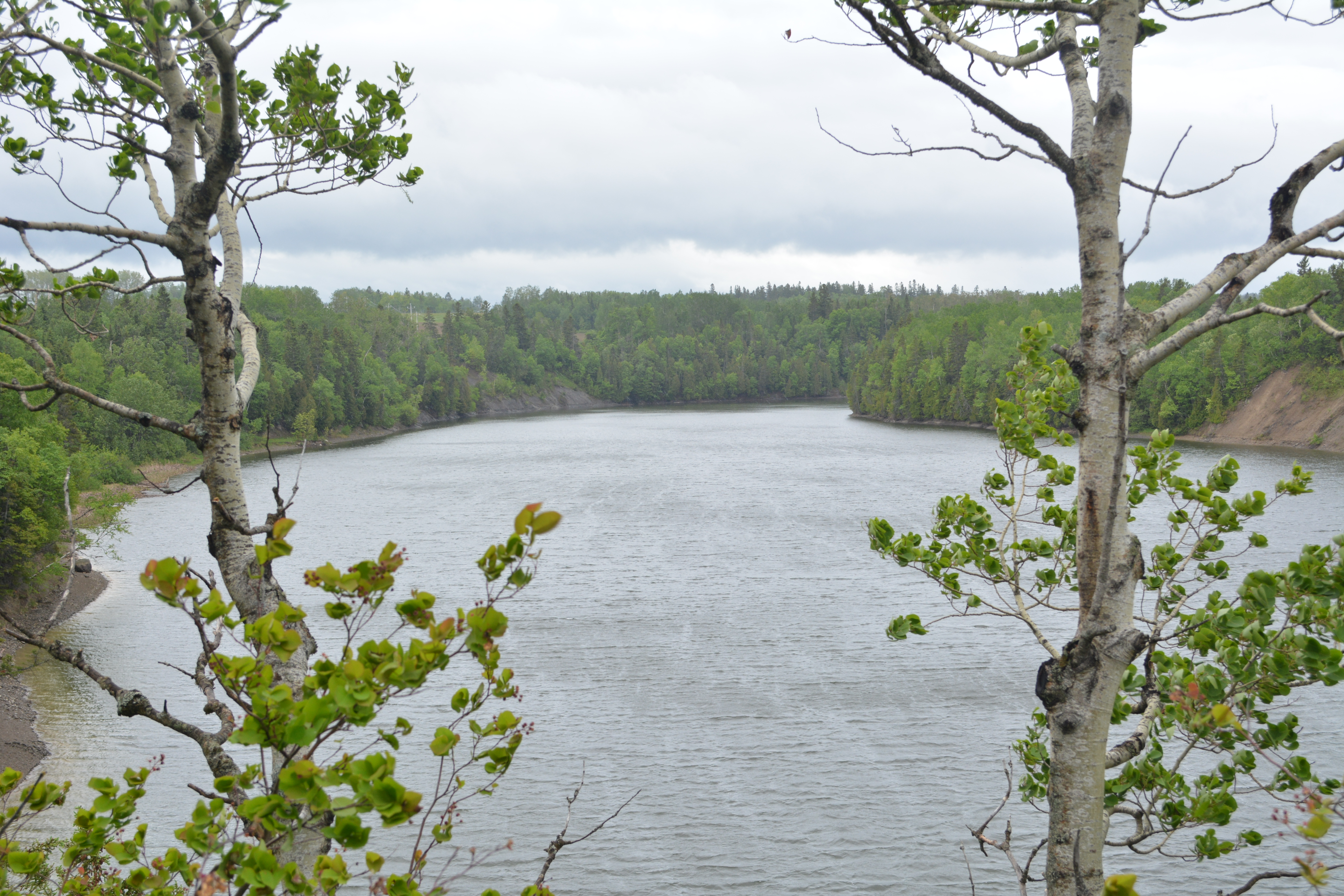
Rivière Mitis près de Grand-Métis

Plusieurs plaisanciers descendent la rivière en pneumatique, à partir de la fosse La Feuillue.
Constituée en 1993, la zec de la Rivière-Mitis comprend une partie de la rivière Mitis et de la rivière Mistigougèche. L'aménagement et les services de la zec visent l'exploitation et la conservation du saumon de l'Atlantique.

## Faune aquatique
La zec de la Rivière-Mitis administre la pêche au saumon sur 43,9 km du parcours de la rivière Mitis.
Il y a la présence de saumons de l'Atlantique sur 4 km à partir de l'embouchure de la rivière sur le fleuve Saint-Laurent, c'est-à-dire jusqu'à la chute à Price. Il y a en tout 35 fosses à saumon sur la rivière Mitis. Dans la rivière Mitis, les pêcheurs peuvent aussi capturer le naseux noir, le naseux des rapides, le chabot visqueux, l'anguille d'Amérique et l'omble de fontaine.